# Stephan von Jovanovič
Stephan svobodný pán von Jovanović, také znám jako Stjepan Jovanović (5. ledna 1828, Pazariske, Chorvatsko – 8. prosince 1885, Zadar, Chorvatsko) byl rakousko-uherský generál chorvatského původu. V rakouské armádě sloužil jako dobrovolník od roku 1845, vyznamenal se v několika válečných taženích a postupoval v hodnostech. V roce 1876 dosáhl hodnosti polního podmaršála, jako divizní velitel se podílel na okupaci Bosny a Hercegoviny (1878) a za zásluhy byl povýšen na barona (1879). V letech 1881–1885 zastával funkci místodržitele v Dalmácii.

## Vojenská kariéra
Pocházel z nižší chorvatské šlechty a do rakouské armády vstoupil v roce 1845 jako dobrovolník. Během revolučních let 1848–1849 bojoval pod maršálem Radeckým v Itálii a v roce 1850 byl jako důstojník přidělen ke generálnímu štábu. V hodnosti kapitána později sloužil u 62. pěšího pluku a později působil jako generála Rodiće na jihu Dalmácie.
V letech 1861–1865 působil jako generální konzul v Sarajevu, formálně tehdy příslušel k 7. pěšímu slavonskému pluku a v roce 1864 dosáhl hodnosti podplukovníka. Jako vynikající znalec Bosny, Hercegoviny i Černé Hory byl povolán zpět do armády v hodnosti plukovníka (1865) a o rok později se vyznamenal na italském bojišti pod arcivévodou Albrechtem. Roku 1869 v době povstání v Dalmácii obdržel Jovanovič velení horské brigády v Kotoru (Cattaro) a svou rozumnou pasivitou přispěl ke smírnému urovnání. 
V roce 1871 byl povýšen do hodnosti generálmajora a převzal velení 2. pěší brigády v Dubrovníku, kde strávil pět let. K datu 1. listopadu 1876 byl povýšen do hodnosti polního podmaršála a získal velení nad 28. pěší divizí v Lublani Od roku 1877 byl velitelem 18. pěší divize ve Splitu. Jako divizní velitel byl jedním z hlavních aktérů okupace Bosny a Hercegoviny, za hladký průběh převzetí rakousko-uherské nadvlády v zemi byl povýšen na barona a vyznamenán Řádem Marie Terezie (1879). Nakonec byl v letech 1881–1885 místodržitelem v Dalmácii a vojenským velitelem v Zadaru, kde také 8. prosince 1885 zemřel. Pohřben je na vojenském hřbitově v Dubrovníku.

## Tituly a ocenění
Během své kariéry obdržel řadu ocenění. Jako nositel Řádu železné koruny III. třídy obdržel nárok na nobilitaci a v roce 1865 byl povýšen do šlechtického stavu s titulem rytíř. Později byl v roce 1879 povýšen do stavu svobodných pánů. V Rakousku-Uhersku byl dále nositelem velkokříže Leopoldova řádu, Vojenského záslužného kříže a za hladký průběh okupace Bosny a Hercegoviny byl v roce 1879 vyznamenán prestižním Řádem Marie Terezie. Několik ocenění získal také od zahraničních panovníků, byl nositelem pruského Řádu červené orlice I. třídy, velkokříže Řádu italské koruny, velkokříže saského Řádu Albrechtova, rytířem ruského Řádu sv. Stanislava a papežského Řádu sv. Řehoře Velikého, dále nositelem osmanského Řádu Medžidie II. třídy a černohorského Řádu knížete Danila I. třídy. Jako dalmatský místodržitel obdržel v roce 1878 titul c. k. tajného rady s nárokem na oslovení Excelence.
V roce 1863 se v Rovigu oženil s Theodorou von Theodory (*1845), dcerou statkáře v Banátu. Z jejich manželství se narodily tři dcery, z nichž Theodora (1864–1864) a Katharina (1868–1876) zemřely v dětství, prostřední Theodora (*1867) byla později čestnou dámou Ústavu šlechtičen v Innsbrucku. Stephanovým úmrtím titul barona zanikl.